# 米尔默斯多夫
米尔默斯多夫（德語：Milmersdorf）是德国勃兰登堡州的一个市镇，隶属于乌克马克县。总面积为63.57平方千米，截至2020年总人口为1438人。